# Omurano
L'omurano és una llengua no classificada del Perú. També es coneix com Humurana, Roamaina, Numurana, Umurano i Mayna. Se suposava que la llengua es va extingir el 1958, però el 2011 es va trobar algú que sabia unes 20 paraules en omurano ; va afirmar que encara hi havia gent que el sabia parlar.
Es parlava prop del riu Urituyacu (afluent del riu Marañón), o al riu Nucuray segons Loukotka (1968).

## Classificació
Tovar (1961) va vincular l'omurano amb el taushiro (i més tard el taushiro amb el kandoshi); Kaufman (1994) troba el vincle raonable i el 2007 va classificar omurano i taushiro (però no kandoshi) com a llengües saparo-yawan.
El maynas, una vegada confós amb un sinònim, és un idioma separat.
Tot i que hi ha hagut propostes anteriors que vinculaven l'omurano amb les llengües zaparoanes, de Carvalho (2013) no troba cap evidència que l'omurano estigui relacionat amb les llengües zaparoanes.

## Contacte lingüístic
Jolkesky (2016) assenyala que hi ha semblances lèxiques amb les famílies de llengües urarina, arawak, zaparo i leko degut al contacte.

## Vocabulari
Una llista de paraules de Tessmann (1930) és la font principal de les dades lèxiques de l'omurano.
Loukotka (1968) llista els següents ítems bàsics de vocabulari.
| glossa   | Omurana    |
| -------- | ---------- |
| un       | nadzóra    |
| dos      | dzoʔóra    |
| cap      | na-neyalok |
| ull      | an-atn     |
| dona     | mparáwan   |
| foc      | íno        |
| sol      | héna       |
| estrella | dzuñ       |
| dacsa    | aíchia     |
| casa     | ána        |
| blanc    | chalama    |